# Mordellistena crinita
Mordellistena crinita es una especie de coleóptero de la familia Mordellidae.

## Distribución geográfica
Habita en Texas (Estados Unidos).